# Хонисчала
Хонисчала (груз. ხონისჭალა) — село в Грузии, в муниципалитете Душети края Мцхета-Мтианети. 

## География
Село расположено в северной части края, в 138 километрах по прямой к северо-востоку от центра муниципалитета Душети. Высота центра — от 1200 до 1300 метров над уровнем моря.

## Население
По данным переписи населения 2014 года, в селе проживало 3 человека.
| Год  | Население | Мужчины | Женщины |
| ---- | --------- | ------- | ------- |
| 1926 | 54        | 23      | 31      |
| 2002 | 31        | 19      | 12      |
| 2014 | 3         | 3       | 0       |